# Masielskaja
Masielskaja (ros. Масельская, fiń. Maaselkä) – stacja kolejowa w miejscowości Masielgskaja, w rejonie miedwieżjegorskim, w Karelii, w Rosji. Położona jest na linii Wołchow - Murmańsk.